# Saint-Victor-sur-Ouche
Saint-Victor-sur-Ouche is een gemeente in het Franse departement Côte-d'Or (regio Bourgogne-Franche-Comté) en telt 229 inwoners (1999). De plaats maakt deel uit van het arrondissement Dijon.

## Geografie
De oppervlakte van Saint-Victor-sur-Ouche bedraagt 13,1 km², de bevolkingsdichtheid is 17,5 inwoners per km².
De onderstaande kaart toont de ligging van Saint-Victor-sur-Ouche met de belangrijkste infrastructuur en aangrenzende gemeenten.

## Demografie
Onderstaande figuur toont het verloop van het inwonertal (bron: INSEE-tellingen).